# Potamonautidae
Potamonautidae (лат.) — семейство пресноводных крабов. Известно с позднего миоцена. Эндемично для Африки, в том числе острова Мадагаскар, Сейшел, Занзибара, островов Мафия, Пемба, Биоко, Сан-Томе, Принсипи и Шербро. Включает 18 современных родов и 138 видов. В ископаемом состоянии известно из олигоцена Танзании. 

## Систематика
Семейство включает следующие подсемейства и роды:
Deckeniinae Ortmann, 1897
- Deckenia Hilgendorf, 1869
- Seychellum Ng, Števčić & Pretzmann, 1995

Hydrothelphusinae Bott, 1955
- Afrithelphusa Bott, 1969
- Boreas Cumberlidge & von Sternberg, 2002
- Globonautes Bott, 1959
- Hydrothelphusa A. Milne-Edwards, 1872
- Louisea Cumberlidge, 1994
- Madagapotamon Bott, 1965
- Malagasya Cumberlidge & von Sternberg, 2002
- Marojejy Cumberlidge, Boyko & Harvey, 2002
- Skelosophusa Ng & Takeda, 1994

Potamonautinae Bott, 1970
- Erimetopus Rathbun, 1894
- Foza Dai & Bo, 1994
- Liberonautes Bott, 1955
- Platythelphusa A. Milne-Edwards, 1887
- Potamonautes MacLeay, 1838
- Potamonemus Cumberlidge & P. F. Clark, 1992
- Sudanonautes Bott, 1955
- Tanzanonautes † Feldmann et al., 2007